# Brian Conrey
John Brian Conrey (Hagåtña, Guam, 23 de junho de 1955 é um matemático estadunidense, que trabalha com teoria dos números.
Conrey estudou na [Universidade de Santa Clara]] (bacharelado em 1976) e obteve um doutorado em 1980 na Universidade de Michigan, orientado por Hugh Montgomery, com a tese Zeros of derivatives of Riemann’s xi-function on the critical line.. De 1980 a 1982 foi professor assistente visitante na Universidade de Illinois e de 1982 a 1983 bem como de 1987 a 1988 no Instituto de Estudos Avançados de Princeton. A partir de 1983 foi professor da Universidade Estadual de Oklahoma, onde foi de 1991 a 1997 chefe do Departamento de Matemática. É desde 1997 diretor do American Institute of Mathematics (AIM) em Palo Alto. É desde 2005 também professor em tempo parcial da Universidade de Bristol.
É co-editor do Journal of Number Theory. Recebeu o Prêmio Levi L. Conant de 2008 por seu artigo The Riemann Hypothesis (Notices of the AMS, Março de 2003). É fellow da American Mathematical Society.

## Obras
- L-functions and random matrices. in: Björn Engquist, Wilfried Schmid (Ed.): Mathematics unlimited – 2001 and beyond. Springer Verlag, 2001, Online.
- Notes on L-functions and Random Matrix Theory. in Pierre Cartier u. a. (Ed.): Frontiers in Number Theory, Physics and Geometry. Springer Verlag, Volume 1, 2006, p. 107–162.
- The Riemann Hypothesis. Notices AMS, Março 2003.